# San Narciso (Quezon)
San Narciso é um município de  terceira classe de renda municipal (d) na província Quezon, nas Filipinas. De acordo com o censo de 1 de maio  de  2020 possui uma população de 51 058 pessoas e 12 199 domicílios.